# ГЕС Габчиково
ГЕС Габчиково – гідроелектростанція у Словаччині. Знаходячись між ГЕС Фрейденау (вище по течії у Австрії) та ГЕС Залізні ворота I (Румунія/Сербія), входить до складу каскаду на Дунаї. 

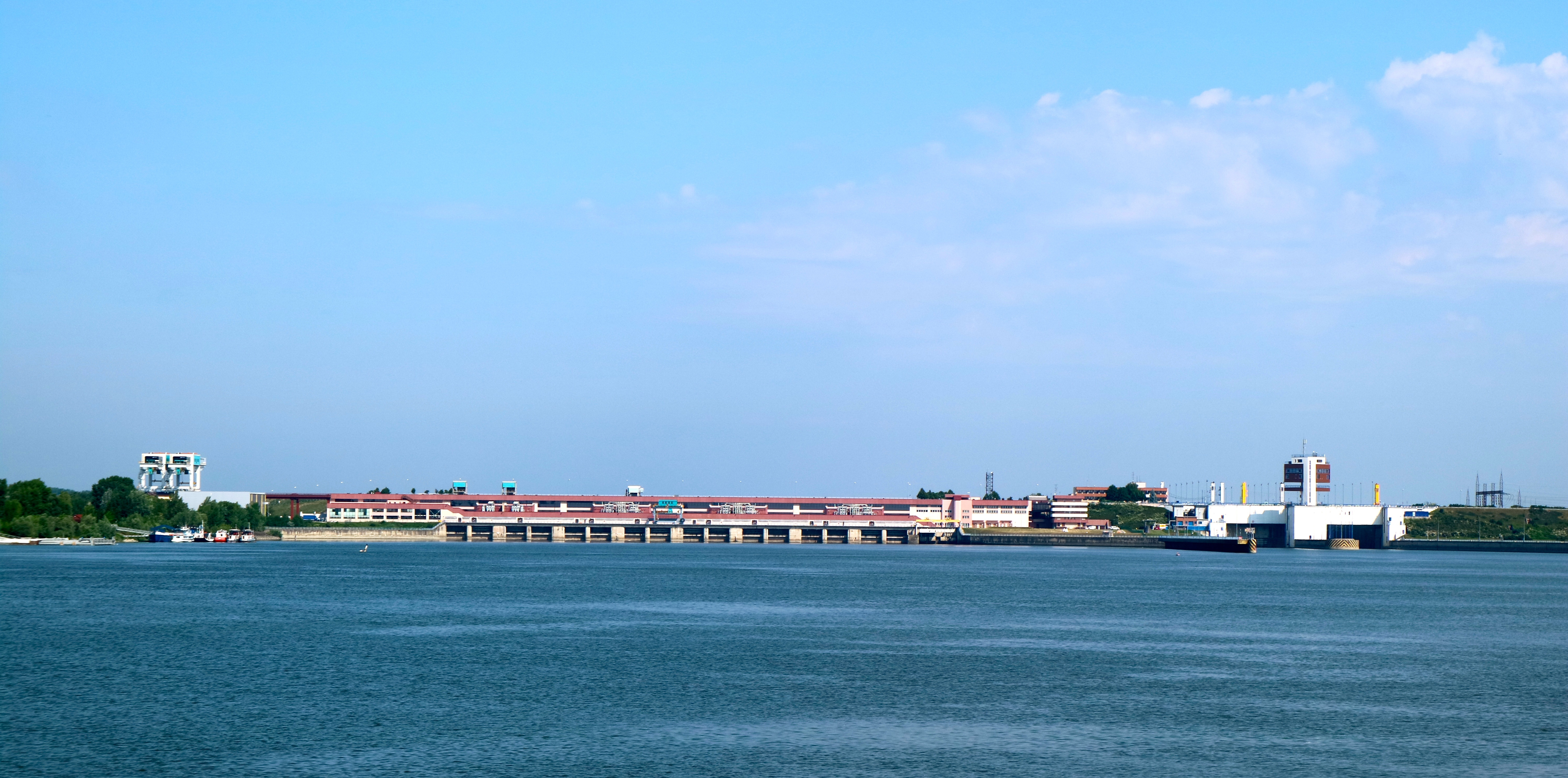
Гребля Габчиково, вид із відвідної частини дериваційного каналу. Основну частину споруди складає машинний зал, праворуч видно судноплавні шлюзи

Невелика ділянка Дунаю біля столиці Словаччини Братислави знаходиться повністю на словацькій території. Після цього річкою проходить кордон з Угорщиною, котра в 1970-х роках уклала зі Словаччиною угоду на спорудження гідрокомплексу Габчиково-Надьмарош. В межах проекту русло Дунаю на прикордонній ділянці мала перекрити гребля Дунакіліті, котра б спрямовувала основний потік до прокладеного по лівобережжю (тобто на словацькій території) дериваційного каналу, на якому запланували машинний зал ГЕС Габчиково. По завершенні каналу мало починатись водосховище наступного ступеню каскаду ГЕС Надьмарош, котра б виконувала контррегулюючу функцію для попередньої станції. 
До кінця 1980-х було виконано 90% робіт за проектом станції Габчиково, в тому числі збудовано підвідний канал із перекриваючою його греблею Габчиково, зведено дамби по обох берегах Дунаю вище від будівельного майданчику греблі Дунакіліті, а зі складу останньої на угорській території побудовано комплекс судноплавних шлюзів. Залишалось звести секцію греблі у головному руслі та добудувати перемичку між нею та правосторонньою дамбою підвідного каналу. Проте, незважаючи на такий високий ступінь готовності об’єкту, Угорщина відмовилась від його завершення. 
У підсумку словацька сторона завершила комплекс самостійно, скоригувавши проект таким чином, щоб всі його споруди знаходились на території Словаччини. Для цього за 8 км вище від майданчику греблі Дунакіліті річку перекрили греблею Куново. Ця комбінована споруда загальною довжиною біля 1,6 км включає дамбу, дві секції з трьома водопропускними шлюзами у кожній, судноплавний шлюз та машинний зал ГЕС Куново потужністю 24,3 МВт. Через останні здійснюється перепуск води для підтримки течії у природному руслі Дунаю.
Праве завершення греблі стикується зі спорудженою за первісним проектом правобережною дамбою, з якої стала в пригоді лише розташована на словацькій території частина. Ліве завершення греблі Куново сполучене з первісно відсутньою у проекті дамбою довжиною понад 10 км, котра тягнеться до початку правосторонньої дамби підвідного каналу. Ділянка Дунаю, на якій греблею Куново створено підпір, а також водойма між нею та початком підвідного каналу (довжина біля 8 км, ширина від 0,7 до 2,5 км) носить назву водосховища Hrusov, котре має об'єм у 196 млн м3.
Протяжність підвідної ділянки дериваційного каналу між сховищем Hrusov та греблю ГЕС Габчиково становить біля 21 км (ширина по дну від 0,27 км до 0,74 км, глибина від 7,3 до 14,3 метра). Інтегрований у греблю Габчиково машинний зал обладнали вісьмома турбінами типу Каплан, які використовують напір від 16 до 24 метрів та забезпечують виробництво 2,2 млрд кВт-год електроенергії на рік (при цьому станція не може працювати у оптимальному режимі через відсутність контррегулюючої ГЕС Надьмарош). Ліворуч від машинного залу розташовані два паралельні судноплавні шлюзи з розмірами камер 275х34 метра.
Відпрацьована вода прямує по відвідній ділянці дериваційного каналу, котра має протяжність понад 8 км, ширину по дну 0,19 км та глибину 16 метрів.
Видача продукції відбувається по ЛЕП, розрахованій на роботу під напругою 400 кВ.